# Mohamed Ali El Hammi

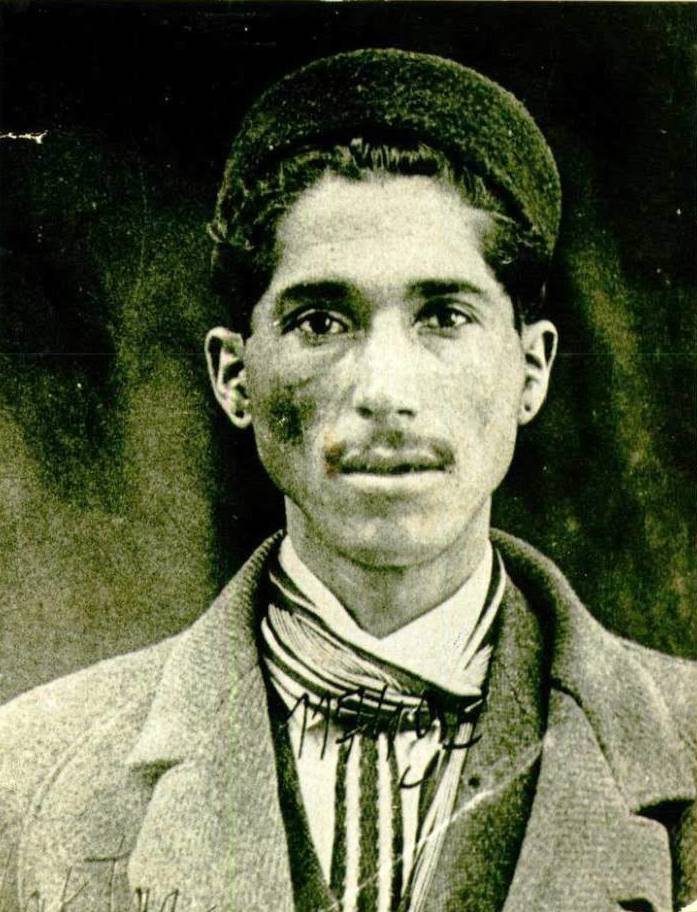
Mohamed Ali El Hammi

Mohamed Ali El Hammi (arabisch محمد علي الحامي, DMG Muḥammad ʿAli al-Ḥāmī, geb. am 15. Oktober 1890 in El Hamma, Tunesien; gest. am 10. Mai 1928 in Saudi-Arabien) war der Gründer der ersten tunesischen Gewerkschaftsbundes Confédération générale des travailleurs tunisiens (CGTT). Er wird als „Vater der tunesischen Gewerkschaftsbewegung“ bezeichnet.

## Leben
Daten zu El Hammis Leben werden teils unterschiedlich angegeben. Viele geben an, dass er am 15. Oktober 1890 im Dorf El Hamma bei Gabès in Südtunesien geboren wurde. Nach dem Tod seiner Mutter zog sein Vater, ein Landwirt, nach Tunis, wo Mohamed Ali eine Koranschule besuchte und als Marktverkäufer arbeitete. Nachdem er im Haushalt des Botschafters von Österreich-Ungarn angestellt worden war, machte er im Jahr 1908 als einer der ersten Tunesier den Führerschein. Im selben Jahr begann er, als Chauffeur für den Botschafter zu arbeiten. Danach trat er in die Dienste von Enver Pascha, Kriegsminister des Osmanischen Reiches, was ihn zunächst nach Tripolitanien und dann nach Konstantinopel führte. Dort hatte er Kontakt zur Bewegung der Jungtürken.
Nach der Niederlage des Osmanischen Reiches im Ersten Weltkrieg floh El Hammi im November 1918 zusammen u. a. mit Enver Pascha nach Deutschland. In Berlin studierte er an der Friedrich-Wilhelms-Universität (heute Humboldt-Universität) Wirtschaft, wobei ihn Enver Pascha bis zu dessen Tod im Jahr 1922 finanziell unterstützte.

## Engagement für die Arbeiterbewegung
In Berlin engagierte sich El Hamma im panislamischen, antikolonialen Orientklub. Zugleich lernte er offenbar viel über die Arbeiterbewegung. Bereits während eines kurzen Aufenthaltes in Tunis vor seiner endgültigen Rückkehr beauftragte er seinen Freund und Mitstreiter at-Tāhir al-Haddād, unter der tunesischen Arbeiterschaft die Idee eines gewerkschaftlichen Zusammenschlusses zu verbreiten und dafür zu mobilisieren.
Nach seiner Rückkehr nach Tunesien 1924 arbeitete El Hammi zunächst an der Gründung von Genossenschaften, die er für notwendig hielt, um die schlechte Lage der tunesischen Arbeiter zu verbessern. Im Juni 1924 rief er die Tunesische Gesellschaft für wirtschaftliche Zusammenarbeit (جمعية التعاون الاقتصادي التونسي, DMG Ǧamʿīyat at-taʿāwun al-iqtiṣādī at-tūnisī) ins Leben, einen Vorläufer des Gewerkschaftsbundes CGTT.
Die CGTT wurde Ende 1924 gegründet und zunächst von der nationalistischen Destur-Partei und der Tunesischen Kommunistischen Partei (Parti Communiste Tunisien, PCT) unterstützt. Grund für die Gründung war, dass der französische Gewerkschaftsbund Confédération générale du travail (CGT), dem die tunesischen Arbeiter angehörten, sie nicht in ihrem Kampf um Gleichberechtigung unterstützte. Französische Arbeiter bekamen höhere Löhne und hatten bessere Arbeitsbedingungen als tunesische – ein Zweiklassensystem, gegen das sich Tunesier mit Streikaktionen wandten. Fast alle tunesischen Arbeiter wechselten nun zur CGTT, und es begann eine Streikwelle in wichtigen Großstädten. Doch im Februar 1925 nahmen die Protektoratsbehörden mehrere Anführer des Gewerkschaftsbundes fest, darunter auch El Hammi, der sich weigerte, die CGTT aufzulösen.
El Hammi und weitere Personen aus dem Umfeld der CGTT und der PCT wurden wegen „Verschwörung gegen die Staatssicherheit“ verurteilt und im November 1925 zu zehn Jahren Verbannung verurteilt. Sie wurden nach Italien geschickt und von dort ausgewiesen. Nach Aufenthalten in der Türkei und Ägypten lebte El Hammi in Saudi-Arabien, wo er als Transportfahrer arbeitete.

## Tod
Am 10. Mai 1928 starb El Hammi bei einem Autounfall auf der Strecke zwischen Dschidda und Mekka. Es gibt bis heute Zweifel daran, ob es sich tatsächlich um ein Unglück handelte oder ob der Unfall ein Attentat war. El Hammis Leichnam wurde 1968 nach Tunesien zurückgeführt und er wurde in El Hamma beigesetzt.

## Ehrungen

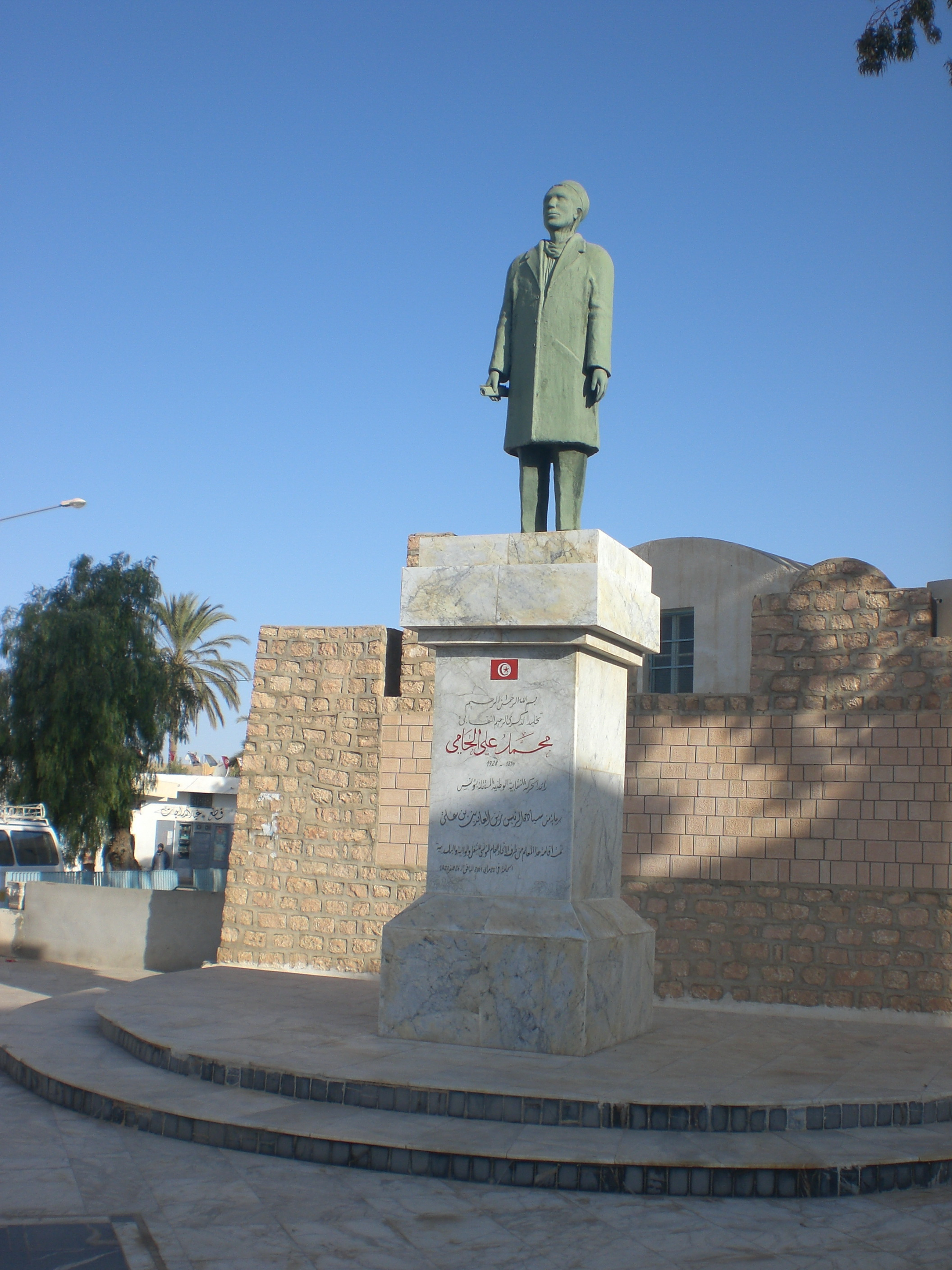
Statue von Mohamed Ali El Hammi in El Hamma

In El Hamma steht eine Statue Mohamed Ali El Hammis.
In mehreren tunesischen Städten, wie Tunis und Sousse, sind Straßen nach ihm benannt.